# پلاژ ماربلا
پلاژ ماربلا (به اسپانیایی: Platja de la Mar Bella) در سنت‌مارتی در بارسلونا، اسپانیا قرار دارد که پس از بازی‌های المپیک ۱۹۹۲ بارسلونا ایجاد شد. این پلاژ مخصوص برهنگی و مورد توجه همجنسگرایان است.

## جاذبه‌های توریستی
- پارک اسکیت‌بورد ماربلا
- مدرسه موج‌سواری
- باشگاه قایقرانی
- پارک پوبلنو
- مرکز غواصی
- زمین تنیس خاکی بارسلونا
- مجتمع ورزشی ماربلا

## دسترسی
- ایستگاه مترو سلوا دی مار بارسلونا